# Lietuvių tautininkų sąjunga
Die Lietuvių tautininkų sąjunga (LTS, wörtlich deutsch: Bund der litauischen Nationalisten) war eine konservative nationalistische politische Partei in Litauen.

## Erste Republik (1924–1940)
Die Bezeichnung „tautininkai“ („Nationalisten“ oder „Völkische“) und der spätere Parteiname gehen auf die gleichnamige Partei in der Ersten Republik zurück, in deren Tradition sich die heutige LTS sieht. Die LTS der Ersten Republik entstand als Nachfolgepartei der Fortschrittspartei des Volkes (litauisch Tautos pažangos partija), die sich im August 1924 mit der Wirtschafts- und Politikvereinigung der Landarbeiter (litauisch Ekonominės ir politinės žemdirbių sąjunga) zusammenschloss. Wichtigster Repräsentant der Partei war Antanas Smetona, der von 1920 bis 1924 die Fortschrittspartei geleitet hatte und 1925–1926 Vorsitzender der LTS war.
Die LTS war die politische Vertretung der nationalkonservativ gesinnten Kräfte, die auf eine starke Armee und einen starken Führer bauten. Alle Gewalt sollte vom Volk ausgehen und Volkes Wille durch einen Führer zum Ausdruck kommen. Im Gegensatz zu den Christdemokraten waren sie weniger eng mit der katholischen Kirche verbunden und mehr an der traditionellen vorchristlichen Volkskultur orientiert.
Die Nationalisten organisierten zusammen mit den Christdemokraten im Dezember 1926 den Umsturz im Parlament und wählten Smetona zum neuen Staatspräsidenten, sein Parteigenosse Augustinas Voldemaras wurde zum Ministerpräsidenten ernannt. Nach der Auflösung des Parlamentes im April 1927 und dem Ausscheiden der Christdemokraten aus der Koalition besetzte der autoritär regierende Präsident Smetona alle Ämter mit Parteigenossen aus der LTS. Nach der Machtübernahme der Kommunisten wurde die LTS am 19. Juni 1940 verboten.

## Seit 1989
Mit der demokratischen Öffnung der Sowjetunion unter Michail Gorbatschow begannen sich in Litauen, die Parteien der Ersten Republik neu zu formieren. Ein erster Schritt zur Wiederbelebung der LTS war eine Absichtserklärung zur Wiedergründung der LTS im März 1989, die dann als politische Partei am 23. Februar 1990, kurz nach den Wahlen zum Obersten Sowjet Litauens registriert wurde. Im August 1990 wurden auf der ersten Parteiversammlung Programm und Satzung verabschiedet und am 29. Dezember 1990 bildeten 12 Abgeordnete des Seimas, die als Kandidaten der Unabhängigkeitsbewegung Sąjūdis ins Parlament gewählt worden waren, die eigenständige Fraktion der „Völkischen“.
Bereits Ende 1991 kam es zur Spaltung der LTS-Fraktion, wobei die knappe Hälfte der Abgeordneten im Januar 1992 die Fraktion und im Mai desselben Jahres die Partei der Fortschrittspartei des Volkes (siehe oben) gründete. Bei den ersten Parlamentswahlen des wieder unabhängigen Litauen im Oktober 1992 trat die LTS unter ihrem Namen gemeinsam mit der Unabhängigkeitspartei (litauisch Nepriklausomybės partija) und der Union der Landwirte Litauens (litauisch Lietuvos ukininkų sąjunga) an, konnte jedoch nur knapp 2 % der Stimmen auf sich vereinigen. Sie verfehlte damit die 5 %-Hürde klar und erhielt lediglich 4 Sitze, die sie als Direktmandate gewinnen konnte.
Für die folgenden Parlamentswahlen 1996 bildeten die „Tautininkai“ eine Listenverbindung mit der Demokratischen Partei. Sie kamen jedoch gemeinsam nur auf erneut gut 2 %, es verblieb nur mehr ein Direktmandat für die LTS.
Die folgenden Kommunal- und Landeswahlen endeten für die LTS stets mit Ergebnissen unter ferner liefen: sie erhielt nie mehr als 1,2 % und konnte auch kein Direktmandat im Seimas mehr erringen. Einzig die Stadt Akmenė wurde von 1997 bis 2007 von einem Bürgermeister der LTS regiert.
In Anlehnung an die Vorgängerpartei der Ersten Republik sieht sich die LTS auch nach ihrer Wiedergründung als Hüterin der litauischen Sprache und Kultur sowie der litauischen Unabhängigkeit. Sie steht für eine freie Marktwirtschaft und propagiert selbständiges Unternehmertum, andererseits macht sie sich für eine starke staatliche Gesundheitsversorgung und eine Anhebung der Renten stark. Im Sommer 2005 beteiligte sie sich an einer (nicht erfolgreichen) Initiative zu einer Volksabstimmung gegen eine allfällige Einführung des Euro.
Im Dezember 2007 wurde der Beschluss gefasst, den Konservativen des Vaterlandsbundes beizutreten. Dieser Beschluss wurde am 11. März 2008, dem litauischen Nationalfeiertag zur Wiedererlangung der Unabhängigkeit, vollzogen. Seitdem fungieren die „Tautininkai“ als gleichnamige Fraktion innerhalb des Vaterlandsbundes. Zwei ihrer Mitglieder wurden bei den Parlamentswahlen im Oktober 2008 ins Parlament gewählt: der letzte Vorsitzende der Partei, Gintaras Songaila, und Kazimieras Uoka.